# Doctor Fausts Mantel
Doctor Fausts Mantel (kurz auch: Fausts Mantel) ist eine Komödie von Adolf Bäuerle.

## Hintergrund
Das Theaterstück, ein Zauberspiel mit Gesang in zwei Akten, wurde im Dezember 1817 im Leopoldstädter Theater uraufgeführt. Bäuerle war dort als Sekretär angestellt und schrieb das Stück dem Komödianten Ignaz Schuster auf den Leib.

## Handlung
In der Urfassung spielt dieser einen Schuhmacher, der an Fausts Wundermantel und ein Wunschhütchen gelangt und dadurch ein Vermögen herbeizaubern kann, daraufhin aber laufend Dummheiten und Untaten begeht und damit doch wieder absinkt.

## Bearbeitungen
In der Bearbeitung von Susanne Felicitas Wolf wird der Dichter Heinrich Winter von seinem Schwiegervater in spe nackt auf die Straße gejagt und bekommt dort vom mittellosen Schustergesellen Fledermaus einen alten Mantel angeboten, der sich als Zaubermantel entpuppt. Gemeinsam mit Fledermaus, der noch über ein Zauberkapperl verfügt, erlangen beide dank ihrer magischen Kleidungsstücke schlagartig Reichtum, kommen aber durch die Eigenwilligkeiten ihrer Umwelt in allerlei Turbulenzen, die sie meist selbst ausgelöst haben, jedenfalls aber stetig vergrößern.

## Ausgaben
- Adolf Bäuerle: Doctor Faust's Mantel. Ein Zauberspiel mit Gesang in zwey Acten. Verlag Leopold Grund, Wien 1819.
- Adolf Bäuerle: Doktor Faust's Mantel / Die Bürger in Wien. Edition Holzinger, Berlin 2017.